# UFC on FOX 21
UFC on FOX 21: Maia vs. Condit（ユーエフシー・オン・フォックス・トゥエンティーワン：マイア・バーサス・コンディット）は、アメリカ合衆国の総合格闘技団体「UFC」の大会の一つ。2016年8月27日、カナダ・ブリティッシュコロンビア州バンクーバーのロジャーズ・アリーナで開催された。

## 大会概要
本大会ではデミアン・マイアとカーロス・コンディットによるウェルター級戦が組まれた。
キャリア8戦全勝のジェレミー・ケネディ、7戦全勝のフェリペ・シウバがUFCデビュー。

## 試合結果

### アーリープレリム
第1試合 ライト級 5分3R
○  ジェレミー・ケネディ vs.  アレックス・リッチ ×
3R終了 判定3-0（30-27、30-27、29-28）
第2試合 72.1kg契約 5分3R
○  チャド・ラプリーズ vs.  ティボー・グティ ×
1R 1:36 TKO（右フック→パウンド）
※ラプリーズの体重超過によりライト級から変更。

### プレリミナリーカード
第3試合 ライト級 5分3R
○  フェリペ・シウバ vs.  シェーン・キャンベル ×
1R 1:13 TKO（パウンド）
第4試合 ミドル級 5分3R
○  アレッシオ・ディ・キリコ vs.  ギャレス・マクレラン ×
3R終了 判定2-1（29-28、28-29、29-28）
第5試合 フェザー級 5分3R
○  カイル・ボフニャク vs.  エンリケ・バルソラ ×
3R終了 判定2-1（29-28、27-30、29-28）
第6試合 ミドル級 5分3R
○  サム・アルビー vs.  ケビン・ケーシー ×
2R 4:56 TKO（パウンド）

### メインカード
第7試合 ライト級 5分3R
○  ジム・ミラー vs.  ジョー・ローゾン ×
3R終了 判定2-1（29-28、28-29、29-28）
第8試合 女子ストロー級 5分3R
○  ペイジ・ヴァンザント vs.  ベック・ローリングス ×
2R 0:17 KO（二段蹴り→パウンド）
第9試合 フェザー級 5分3R
○  アンソニー・ペティス vs.  チャールズ・オリベイラ ×
3R 1:49 ギロチンチョーク
第10試合 ウェルター級 5分3R
○  デミアン・マイア vs.  カーロス・コンディット ×
1R 1:52 リアネイキドチョーク

### 各賞
ファイト・オブ・ザ・ナイト： ジム・ミラー vs. ジョー・ローゾン
パフォーマンス・オブ・ザ・ナイト： デミアン・マイア、ペイジ・ヴァンザント
各選手にはボーナスとして5万ドルが授与された。

### カード変更
負傷などによるカードの変更は以下の通り。